# Worniny
Worniny (deutsch Warneinen) ist ein Ort in der polnischen Woiwodschaft Ermland-Masuren. Er gehört zur Gmina Ostróda (Landgemeinde Osterode in Ostpreußen) im Powiat Ostródzki (Kreis Osterode in Ostpreußen).

## Geographische Lage
Worniny am Nordufer des Warneiner Sees (polnisch Jezioro Wornińskie) liegt im Westen der Woiwodschaft Ermland-Masuren, fünf Kilometer südöstlich der Kreisstadt Ostróda (deutsch Osterode in Ostpreußen).

## Geschichte
Der 1428 gegründete Ort Warling – vor 1785 Warneynen genannt – bestand in seinem Kern aus zwei großen Höfen. 1874 kam die Landgemeinde Warneinen zum Amtsbezirk Lubainen (polnisch Lubajny) im Kreis Osterode in Ostpreußen, der, 1928 in „Amtsbezirk Hirschberg“ (polnisch Idzbark) umbenannt, bis 1945 bestand.
62 Einwohner waren im Jahre 1910 in Warneinen gemeldet. Ihre Zahl belief sich 1933 auf 71 und 1939 auf 81.
In Kriegsfolge kam Warneinen 1945 mit dem gesamten südlichen Ostpreußen zu Polen. Der Ort erhielt die polnische Namensform „Worniny“ und ist heute eine Ortschaft im Verbund der Landgemeinde Oastróda (Osterode i. Ostpr.) im Powiat Ostródzki (Kreis Osterode in Ostpreußen), bis 1998 der Woiwodschaft Olsztyn, seither der Woiwodschaft Ermland-Masuren mit Sitz in Olsztyn (Allenstein) zugehörig.

## Kirche
Bis 1945 war Warneinen in die evangelische Landkirche Osterode in der Kirchenprovinz Ostpreußen der Kirche der Altpreußischen Union, sowie in die römisch-katholische Kirche der Kreisstadt eingepfarrt.
Heute gehört Worniny evangelischerseits weiterhin zur Kreisstadt Ostróda, jetzt allerdings der Diözese Masuren der Evangelisch-Augsburgischen Kirche in Polen zugeordnet. Katholischerseits ist Worniny zur Kirche Idzbark (Hirschberg) der Pfarrei Stare Jabłonki (Alt Jablonken, 1938 bis 1945 Altfinken) im Erzbistum Ermland zugehörig.

## Verkehr
Worniny liegt an einem Abschnitt der früheren deutschen Reichsstraße 130, der von Ostróda nach Rychnowo (Reichenau) führt. Eine Bahnanbindung besteht nicht.